# (6990) Toya
(6990) Toya (1994 XU4) – planetoida z pasa głównego asteroid okrążająca Słońce w ciągu 5,59 lat w średniej odległości 3,15 j.a. Odkryta 9 grudnia 1994 roku.